# Пиментал, Брайан
Брайан Пиментал (англ. Brian Pimental; род. 1959 или 13 апреля 1964, Массачусетс) — американский аниматор, художник-раскадровщик, режиссёр и сценарист. Он наиболее известен как сценарист мультфильмов «Красавица и Чудовище» (1991) и «Аладдин» (1992), а также как режиссёр «Бэмби 2» (2006).

## Карьера
Начав свою карьеру в Walt Disney Feature Animation в качестве посредника для мультфильма 1988 года «Оливер и компания», Брайан Пиментал стал сценаристом мультфильма 1991 года «Красавица и Чудовище» в качестве автора сюжета, для которого он создал сцены для песен «Be Our Guest» и «Human Again» во время их исполнения в нём, последняя была вырезанна из мультфильма, а затем исполнена в бродвейском мюзикле 1994 года, и позже в расширённой версии мультфильма. Он также был сценаристом мультфильма 1992 года «Аладдин», в качестве автора сюжета.
В 1995 году Пиментал стал одним из сценаристов мультфильма «Каникулы Гуфи». Он также был руководителем сюжета и получил свою первую номинацию на премию «Энни» за раскадровку этого мультфильма. Его вторая номинация на «Энни» в этой же категории, была за мультфильм 1999 года «Тарзан», в котором он снова возглавил команду сценаристов в качестве руководителя сюжета.
Его режиссёрский дебют состоялся в мультфильме 2006 года «Бэмби 2», который получил «Энни» за лучший домашний анимационный фильм. Он также озвучил персонажей Дикобраза и Сурка, и исполнил песню «Let's Sing a Gay Little Spring Song» в нём.

## Фильмография
| Год  | Фильм                                | Работа                                                    | Заметки                                                                                          |
| ---- | ------------------------------------ | --------------------------------------------------------- | ------------------------------------------------------------------------------------------------ |
| 1986 | Американский хвост                   | Посредник в очистке персонажей от ненужных элементов      |                                                                                                  |
| 1988 | Оливер и компания                    | Посредник и распределитель движения                       |                                                                                                  |
| 1989 | Русалочка                            | Посредник и распределитель движения                       |                                                                                                  |
| 1991 | Красавица и Чудовище                 | Автор сюжета                                              |                                                                                                  |
| 1992 | Аладдин                              | Автор сюжета                                              |                                                                                                  |
| 1995 | Каникулы Гуфи                        | Сценарист/руководитель сюжета/актёр озвучивания           | Дополнительные голоса                                                                            |
| 1999 | Как стать домашним приведением       | Руководитель сюжета                                       |                                                                                                  |
| 1999 | Тарзан                               | Руководитель сюжета                                       |                                                                                                  |
| 2002 | Питер Пэн: Возвращение в Нетландию   | Художник раскадровщик                                     |                                                                                                  |
| 2003 | Братец медвежонок                    | Дополнительный автор сюжета                               |                                                                                                  |
| 2004 | Шрек 2                               | Художник раскадровщик                                     | в титрах не указан                                                                               |
| 2004 | Не бей копытом                       | Дополнительный автор сюжета                               |                                                                                                  |
| 2006 | Бэмби 2                              | Режиссёр/автор сюжета/актёр озвучивания/исполнитель песни | озвучивание персонажей: Дикобраз и Сурок исполнение песни: «Let's Sing a Gay Little Spring Song» |
| 2006 | Лесная братва                        | Художник раскадровщик                                     | в титрах не указан                                                                               |
| 2006 | Братец медвежонок 2                  | Дополнительный художник раскадровщик                      | в титрах не указан                                                                               |
| 2007 | Зачарованная                         | Художник раскадровщик                                     |                                                                                                  |
| 2011 | Рио                                  | Дополнительный художник раскадровщик                      |                                                                                                  |
| 2013 | Дороти из страны Оз                  | Художник по сюжету                                        |                                                                                                  |
| 2014 | Приключения мистера Пибоди и Шермана | Художник по сюжету                                        |                                                                                                  |
| 2016 | Альфа и Омега 7: Большое обледенение | Со-режиссёр                                               | в титрах не указан                                                                               |
| 2019 | Лего. Фильм 2                        | Художник по сюжету                                        |                                                                                                  |
| 2019 | Аладдин                              | Художник раскадровщик                                     |                                                                                                  |
| 2022 | Пёс-самурай и город кошек            | Художник по сюжету: предпроизводство                      |                                                                                                  |
| 2024 | Очарованная                          | Глава по сюжету                                           |                                                                                                  |

## Номинации
- 1992 — Премия «Хьюго» в категории «Лучшая постановка» («Красавица и Чудовище»)[9]
- 1993 — Премия «Хьюго» в категории «Лучшая постановка» («Аладдин»)[10]
- 1995 — Премия «Энни» в категории «Лучшая раскадровка в анимационном полнометражном фильме» («Каникулы Гуфи»)[3][4]
- 1999 — Премия «Энни» в категории «Лучшая раскадровка в анимационном полнометражном фильме» («Тарзан»)[5][6]